# Admiral (Allemagne)
Pour les articles homonymes, voir Admiral et Amiral.
Admiral (amiral en français) est le grade d'officier le plus élevé de la Deutsche Marine, la marine militaire de l'Allemagne. Il est l'équivalent du General de la Heer et du General de la Luftwaffe, les composantes terrestre et aérienne des forces armées allemandes. Au sein du Zentraler Sanitätsdienst der Bundeswehr, les services médicaux communs de l'armée allemande, il n'y a pas d'équivalent. L'admiral est un officier quatre étoiles, équivalent à un grade OTAN OF-9. En 2016, il n'y a aucun officier portant ce grade dans la marine allemande, seuls les officiers promus au poste de chef d'État-Major de la Bundeswehr y accèdent. Seuls quatre officiers ont tenu ce rang : Armin Zimmermann (de), Günter Luther, Dieter Wellershoff (de) et Rainer Feist (en).
En outre, ce grade a aussi été utilisé dans d'autres forces navales allemandes (Kaiserliche Marine, Reichsmarine, Kriegsmarine et Volksmarine) ainsi que dans la marine marine austro-hongroise, au sein de laquelle l'admiral était un officier trois étoiles.

## S'adresser à unadmiral
La manière officielle de s'adresser formellement à un militaire avec le rang d’admiral (OF-9) est « Herr/Frau Admiral ». Cependant, selon les traditions navales allemandes, la manière de s'adresser à tout officier général (OF-6 à OF-9) est "Herr/Frau Admiral". Dans la Kaiserliche Marine, un admiral devait être appelé comme « Eure Exzellenz » (Votre Excellence).

## Insigne et rang
Son insigne de grade, porté sur les manches et les épaules, est une étoile à cinq branches au-dessus d'une grande bande d'or et trois bandes normales (sans l'étoile quand les boucles de rang sont portés). Le grade est noté OF-9 selon les équivalences de l'OTAN.

Épaulette
Manchette

Selon la hiérarchie, du plus gradé au moins gradé :
- OF-9 : Admiral
- OF-8 : Vizeadmiral
- OF-7 : Konteradmiral
- OF-6 : Flottillenadmiral

## Histoire des rangs d'amiraux en Allemagne

### Marines militaires allemandes jusqu'en 1945
Le grade d’admiral (ou amiral) est apparu en Allemagne au XIXe siècle, il s'est ensuite développé au début du 20e siècle de par les préparatifs et la mobilisation dus à la Première Guerre mondiale. L'accès à ce grade s'est de nouveau développé au cours de la Seconde Guerre mondiale. Au cours de ces périodes de fort développements de la marine militaire allemande, de nombreux officiers ont accédé au grade d'admiral, parmi eux Otto von Diederichs, Gustav von Senden-Bibran, Georg Alexander von Müller, August von Heeringen, Alfred von Tirpitz et Karl Dönitz.
En 1944, les grades de la Kriegsmarine, pour les officiers généraux étaient comme suit :
| Grades d'amiraux dans la Kriegsmarine en 1944. | Grades d'amiraux dans la Kriegsmarine en 1944. | Grades d'amiraux dans la Kriegsmarine en 1944. | Grades d'amiraux dans la Kriegsmarine en 1944. | Grades d'amiraux dans la Kriegsmarine en 1944. | Grades d'amiraux dans la Kriegsmarine en 1944. |
| ---------------------------------------------- | ---------------------------------------------- | ---------------------------------------------- | ---------------------------------------------- | ---------------------------------------------- | ---------------------------------------------- |
| Grade                                          | Großadmiral (GrsAdm)                           | Generaladmiral (GenAdm)                        | Admiral (Adm)                                  | Vizeadmiral (VAdm)                             | Konteradmiral (KAdm)                           |
| Épaulette                                      | zentriert                                      | zentriert                                      | zentriert                                      | zentriert                                      | zentriert                                      |
| Manchette                                      | zentriert                                      | zentriert                                      | zentriert                                      | zentriert                                      | zentriert                                      |
| Drapeau de commandement                        |                                                |                                                |                                                |                                                |                                                |
|                                                |                                                |                                                |                                                |                                                |                                                |
| Équivalents OTAN                               | OF-10                                          | OF-9                                           | OF-8                                           | OF-7                                           | OF-6                                           |

La Kaiserliche Marine n'utilisait pas de grade d'amiral subalterne au konteradmiral. La Kriegsmarine, qui lui a succédé, utilisait le grade de Kommodore, toutefois le kommodore ne faisait pas partie de l'amirauté, il s'agissait d'un capitaine supérieur dans le commandement d'un escadron.

### Marine austro-hongroise
La Kaiserliche und königliche Kriegsmarine, la marine de guerre austro-hongroise, aussi connue par son acronyme K.u.k.K. ou par K.u.k.Kriegsmarine avait trois grades d'officiers généraux : kontreadmiral (au 20e siècle aussi konteradmiral), viceadmiral, et Admiral, ainsi que le Großadmiral.
| Grades d'amiraux de la K.u.K. Kriegsmarine en 1918 | Grades d'amiraux de la K.u.K. Kriegsmarine en 1918 | Grades d'amiraux de la K.u.K. Kriegsmarine en 1918 | Grades d'amiraux de la K.u.K. Kriegsmarine en 1918 | Grades d'amiraux de la K.u.K. Kriegsmarine en 1918 |
| K.u.K. Großadmiral                                 | K.u.K. Admiral                                     | K.u.K. Viceadmiral                                 | K.u.K. Konteradmiral                               |                                                    |
| -------------------------------------------------- | -------------------------------------------------- | -------------------------------------------------- | -------------------------------------------------- | -------------------------------------------------- |
|                                                    |                                                    |                                                    |                                                    |                                                    |
|                                                    |                                                    |                                                    |                                                    |                                                    |

Admirals de la K.u.K Kriegsmarine
| Rank    | Name                    | Remark                              |
| ------- | ----------------------- | ----------------------------------- |
| Admiral | Friedrich von Pöck      | Marinkommandant 1871–1883           |
| Admiral | Daublebsky von Sterneck | Marinkommandant 1883–1897           |
| Admiral | Hermann von Spaun       | Marinkommandant 1897–1904           |
| Admiral | Maximilian Njegovan     | Marinekommandant, Flottenkommandant |

### Volksmarine

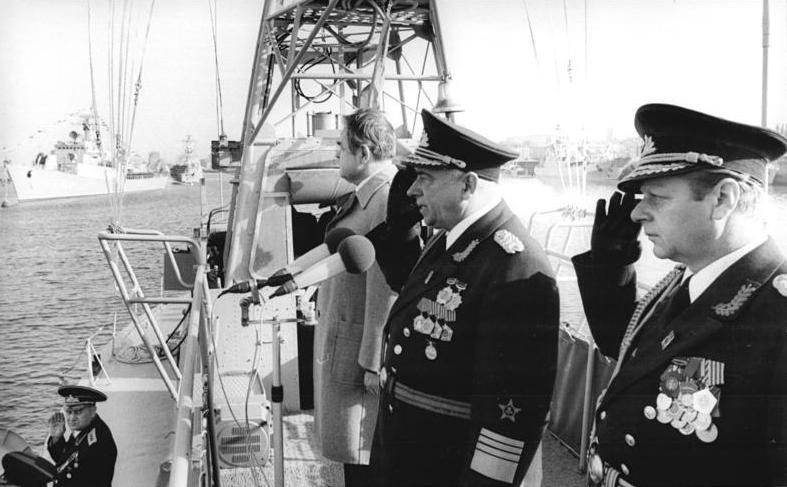
Admiral Wilhelm Ehm et vizeadmiral Gustav Hesse (1979).

Admiral est le second plus haut grade d'officier général de la Volksmarine, la marine de la République démocratique allemande. Dans cette marine, il y avait trois grades d'officiers généraux : konteradmiral, vizeadmiral et admiral. Par décision du Conseil d'État est-allemand du 25 mars 1982, le grade de flottenadmiral est introduit.
| Officiers généraux de la Volksmarine | Officiers généraux de la Volksmarine | Officiers généraux de la Volksmarine | Officiers généraux de la Volksmarine | Officiers généraux de la Volksmarine | Officiers généraux de la Volksmarine |
| OF-9 à 6                             | OF-9 à 6                             | OF-9                                 | OF-8                                 | OF-7                                 | OF-6                                 |
| Arabesques                           | Lampasse                             | Flottenadmiral                       | Admiral                              | Vizeadmiral                          | Konteradmiral                        |
| ------------------------------------ | ------------------------------------ | ------------------------------------ | ------------------------------------ | ------------------------------------ | ------------------------------------ |
|                                      |                                      |                                      | zentriert                            |                                      |                                      |
| Épaulettes                           |                                      |                                      |                                      |                                      |                                      |
| Pavillons de commandement            |                                      |                                      |                                      |                                      |                                      |

Admiral de la Volksmarine
| Grade   | Nom                  | Dates     |
| ------- | -------------------- | --------- |
| Admiral | Waldemar Verner (en) | 1914-1982 |
| Admiral | Wilhelm Ehm (en)     | 1918-2009 |
| Admiral | Theodor Hoffmann     | 1935-     |